# Corystospermales
Die Corystospermales sind eine mesozoische Ordnung der ausgestorbenen Pflanzengruppe der Samenfarne. 

## Merkmale
Viele der einzelnen Organe, die den Corystospermales zugeordnet werden, wurden nicht in organischer Verbindung miteinander gefunden. Gemeinsam ist allen gut erhaltenen Funden das Vorhandensein spezifischer Sekretgänge in allen Organen, die von einem einzelligen Epithel ausgekleidet sind.

### Blätter
Die zu den Corystospermales zählende Formgattung Dicroidium ist der verbreitetste Blatt-Typ der Trias in Gondwana. Die Blätter sind charakteristisch zweigabelig. Die Variabilität innerhalb der Gattung ist sehr groß, es gibt einfache bis doppelt (möglicherweise auch dreifach) gefiederte Blätter, die Fiederblättchen selbst sind wiederum ganzrandig, fiederschnittig oder nadelförmig. Die Rhachis-Anatomie ähnelt vielfach der rezenter Cycadeen. Weitere Gondwana-Blatt-Gattungen sind Johnstonia, Xylopteris, Diplasiphyllum und Zuberia, die jedoch von manchen Autoren alle zu Dicroidium gestellt werden. Aus dem Jura Europas sind die unverzweigten, doppelt bis dreifach gefiederten Blätter Pachypteris bekannt, sowie Thinnfeldia. Pachypteris ist auch aus dem Jura und der Kreide von Gondwana bekannt.

### Stämme und Habitus

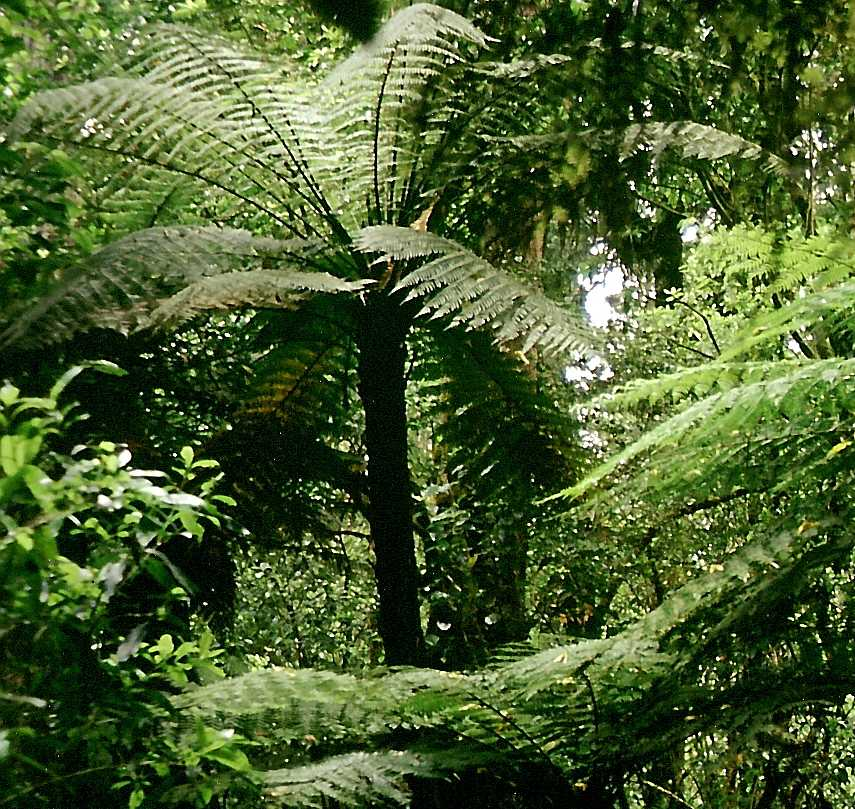
Manche Corystospermales ähnelten im Habitus rezenten Baumfarnen.

Es gibt einige Gattungen, die als Stämme der Corystospermales angesehen werden. Rhexoxylon hat eine ungewöhnliche Anatomie, der Stamm besteht aus mehreren Ringen von Leitgewebe. Sie bestehen je nach Art aus zentrifugal oder zentripetal gebildetem sekundärem Xylem. Die einzelnen Keile von Xylem sind durch Parenchym getrennt, das mit dem Mark verbunden ist. Diese Anatomie wurde als Zeichen einer kletternden Wuchsform interpretiert. Allerdings haben einige Arten große Durchmesser, so Rhexoxylon brasiliensis 46 × 37 cm, und Rhexoxylon brunoi 71 × 58 cm. Möglicherweise waren manche Arten Kletterpflanzen, andere wuchsen aufrecht. Nach Rekonstruktionen von Bruno Petriella hatte die Dicroidium-Pflanze einen Rhexoxylon-Stamm, war ein mittelgroßer, unverzweigter Baum mit einem Habitus ähnlich rezenten Baumfarnen.
Weitere Stämme, die zu den Corystospermales gezählt werden, ist Kykloxylon fremouwensis, kleine beblätterte Stämme. Sie haben einen Ring aus primären Leitbündeln um eine zentrale Markhöhle. Das sekundäre Xylem ist dicht und hat deutliche Wachstumsringe. Axilläre Verzweigung tritt hier auf, der Habitus ähnelte damit bis auf die Blätter den rezenten Nacktsamern. Jeffersonioxylon hat einen Durchmesser von bis zu 61 cm, die Höhe wird auf bis zu 31 m geschätzt. 
Die antarktischen Dicroidium-Pflanzen werden als 20 bis 30 m hohe Waldbäume rekonstruiert, mit dichtem, pyknoxylem Holz und axillärer Verzweigung, die eine buschige Krone ergibt. Es gibt anatomische Hinweise (Periderm unter den Blattbasen), dass die Blätter saisonal abgeworfen wurden. Die Pflanzen wuchsen in 70 bis 75° südlicher Breite, waren in den Polarnächten kompletter Dunkelheit ausgesetzt. Die rekonstruierten Umkomasia uniramia-Dicroidium odontopteroides-Pflanzen besaßen Kurz- und Langtriebe ähnlich wie der rezente Ginkgo. 
Aus der Nordhemisphäre ist ein Stamm mit Pachypteris papillosa-Blättern bekannt, der rund 50 mm Durchmesser hat, leicht fleischig ist und dessen Oberfläche mit Blattbasen besetzt ist. Die Art wird als Strauch ähnlich der rezenten Gattung Rhus rekonstruiert.

### Pollen-Organe
Die Morphologie der Fortpflanzungsorgane ist im Gegensatz zu den vegetativen Organen bei den Corystospermales recht einheitlich aufgebaut. Das am weitesten verbreitete Pollen-Organ ist Pteruchus, das in ganz Gondwana vorkam. Es ist ein Zweig, an dem schraubig angeordnet Mikrosporophylle sitzen. Die Sporophylle sind blattähnlich mit einem basalen Stiel und einem abgeflachten Ende. Sie tragen an ihrer abaxialen Seite 20 bis über 200 Pollensäcke. Pteruchus-Exemplare von Antarktika sind bis 3 cm lang mit mindestens 10 Mikrosporophyllen, deren ovale Spreiten bis 7,5 mm lang und 7,3 mm breit sind. Sie tragen mindestens 80 Pollensäcke von rund 2,5 mm Länge, die annähernd in Reihen stehen. Pteroma aus dem Jura von Yorkshire ist wahrscheinlich das Pollen-Organ von Pachypteris papillosa. 
Der Pollen ist bisaccat (hat zwei Luftpolster) mit einer distalen Keimfurche (Sulcus). Die Pollenfunde werden in die Gattungen Alisporites, Pteruchisporites und Falcisporites gestellt.

### Samenbildende Organe
Die samenbildenden Organe sind wie die Pollen-Organe in ganz Gondwana recht ähnlich. Anhand der Verzweigung und der Cupula-Morphologie werden drei Gattungen unterschieden: Spermatocodon, Pilophorosperma und Umkomasia, die am besten bekannte Gattung. An einer Hauptachse sitzen schraubig angeordnet Seitenzweige, an denen jeweils ein oder mehr Paare von Cupulae sitzen. Die Cupula ist helmförmig, zurückgebogen und beinhaltet eine oder zwei Samenanlagen. Diese ist bis auf die herausragende Mikropyle in der Cupula verborgen. Umkomasia ist von allen Gondwana-Kontinenten mit Ausnahme von Indien bekannt, und wurde auch im Jura Deutschlands gefunden. Im späten Trias Antarktikas wurden Umkomasia uniramia-Cupulae an Achsen mit Dicroidium-Blättern gefunden, der erste direkte Beweis für die Zusammengehörigkeit dieser Organe. Die Cupula von isoliert gefundenen Exemplaren ist meist längs aufgerissen, dies dürfte der natürliche Öffnungsmechanismus gewesen sein. Die reifen, isolierten Cupulae sind bis 7,5 cm lang bei einem Durchmesser von bis 1,3 cm.

## Zeitliche und geographische Verbreitung
Zeitlich erscheinen die ersten Vertreter am Beginn der Trias in Gondwana. Die Hauptverbreitung liegt im Trias Gondwanas. Funde aus dem Jura und der Kreide sowohl von Gondwana wie von nördlichen Fundstellen sind seltener. 
Bedeutende Fundstellen sind die Ischigualasto-Formation aus der Oberen Trias in Argentinien sowie in der Antarktis.

## Systematische Stellung
Die Stellung der Corystospermales innerhalb der Samenpflanzen muss als ungeklärt betrachtet werden.
Ein möglicher Vorfahre der Corystospermales ist der karbon-perm-zeitliche Samenfarn Botrychiopsis.

## Belege
- Thomas N. Taylor, Edith L. Taylor: The Biology and Evolution of Fossil Plants. Prentice Hall, Englewood Cliffs 1993, S. 579–585. ISBN 0-13-651589-4
- E.L. Taylor, T.N. Taylor, H. Kerp, E.J. Hermsen: Mesozoic seed ferns: Old paradigms, new discoveries. Journal of the Torrey Botanical Society, Band 133, 2006, S. 62–82
- E.L. Taylor: Enigmatic gymnosperms? Structurally preserved Permian and Triassic seed ferns from Antarctica. Review of Palaeobotany and Palynology, Band 90, 1996, S. 303–318.